# High Flying Bird
High Flying Bird es una película de drama deportivo estadounidense de 2019 dirigida por Steven Soderbergh, a partir de una historia sugerida por André Holland, con el guion de Tarell Alvin McCraney. La película está protagonizada por Holland, Zazie Beetz, Melvin Gregg, Sonja Sohn, Zachary Quinto, Glenn Fleshler, Jeryl Prescott, Justin Hurtt-Dunkley, Caleb McLaughlin, Bobbi Bordley, Kyle MacLachlan y Bill Duke, con apariciones adicionales de los jugadores de baloncesto Reggie Jackson, Karl-Anthony Towns y Donovan Mitchell. La película sigue a un agente deportivo que debe llevar a cabo un plan en 72 horas, presentando una oportunidad controvertida a su cliente, un jugador de baloncesto novato durante el cierre patronal de la empresa. La película se filmó íntegramente con el iPhone 8, convirtiéndose en la segunda película de Soderbergh filmada con un iPhone, después de Unsane.
La película tuvo su estreno mundial en el Festival de Cine de Slamdance el 27 de enero de 2019 y fue estrenada el 8 de febrero de 2019 por Netflix. La película recibió críticas positivas de los críticos, que elogiaron sus actuaciones, la dirección, los temas, la edición, el estilo de filmación y el guion de Soderbergh.

## Argumento
Ray Burke es un agente que trabaja para una agencia de deportes de Nueva York que se encuentra en medio de un cierre patronal. Después de que su tarjeta de crédito es rechazada en un restaurante de lujo, su jefe, David Starr, le dice que la empresa está perdiendo clientes, que las cuentas bancarias y las tarjetas de crédito de los empleados están congeladas y que podría ser despedido junto con otros empleados. Esto obliga a Ray a buscar un plan que pueda salvar a la empresa del cierre patronal y brindarle a su cliente, Erick Scott, nuevas oportunidades. Recluta la ayuda de su antiguo asistente, Sam.
Al día siguiente, Ray visita a la madre de Jamero Umber, Emera, recién reclutada, con una oferta. Ella se niega y reafirma que es la única agente y abogada que su hijo necesitará. La exesposa de Ray, Myra, le dice que la compañía está en un cierre patronal y que deberá renegociar nuevos términos con agentes y jugadores. Sin embargo, deberán esperar más de un mes para llegar a un acuerdo, ya que los propietarios del equipo están paralizados con las cadenas de televisión por millones de dólares. Ray le pide que cancele el trato, convencido de que a los jugadores no se les pagará bien durante el cierre patronal, que podría durar hasta seis meses. Mientras tanto, los futuros compañeros de equipo Erick Scott y Jamero Umber tienen una discusión en Twitter, muy publicitada por los medios de comunicación.
Ray se dirige al Back Court Day, un evento anual en un centro comunitario que presenta un campamento de baloncesto para niños locales y apariciones de atletas estrella. Mientras Erick firma autógrafos y responde preguntas, llega Jamero con su madre a cuestas. Erick y Jamero se enfrentan por su discusión en Twitter; las tensiones aumentan a medida que intercambian insultos. Terminan jugando un partido de baloncesto uno a uno, que los niños graban en sus teléfonos. Un video se publica en las redes sociales y se vuelve viral, obteniendo 24 millones de visitas. Ray tiene la idea de transmitir juegos en servicios de transmisión y sitios de redes sociales como Snapchat, YouTube y Netflix, lo que permite a los jugadores ganar dinero durante el cierre patronal. Erick no está convencido y siente que podría poner en riesgo su lugar en la NBA. Sin embargo, acepta.
Al día siguiente, Sam se reúne con Ray para hablar sobre sus carreras en el futuro. Sam le menciona a Ray que Erick podría despedirlo, ya que busca "moverse lateralmente" dentro de la empresa. Erick despide a Ray por mentirle sobre el hecho de que todo era por dinero. Sin embargo, el plan de Ray tiene éxito y los jugadores que firmaron con la compañía permanecieron firmados, lo que significa que Erick nunca estuvo en peligro y podrá jugar en la liga una vez que termine el cierre patronal. Ray le revela a Starr que todo el plan para llevar a los jugadores a las plataformas de pago por evento/transmisión fue una artimaña para forzar el fin del cierre patronal. Se da a entender que, a través de sus acciones, Ray se ha hecho cargo del puesto de Starr en la agencia. Sam va a trabajar para la Asociación de Jugadores cuando ella y Erick comienzan una relación. Sam abre el paquete que Ray le dio a Erick antes, al que llamó "El libro de Harry Edwards The Revolt of the Black Athlete. Sam comienza a leerlo mientras Erick se ducha. De vuelta en la agencia, se muestra a Ray entrando a una reunión con Edwards. Después de que Erick sale de la ducha y pregunta por el paquete, Sam responde: "Tienes que leer esto".

## Reparto
- André Holland como Ray Burke
- Zazie Beetz como Sam
- Melvin Gregg como Erick Scott
- Sonja Sohn como Myra
- Zachary Quinto como David Starr
- Kyle MacLachlan como David Seton
- Bill Duke como Spencer
- Jeryl Prescott como Emera Umber
- Caleb McLaughlin como Darius
- Glenn Fleshler como Intimidating Seton Colleague
- Justin Hurtt-Dunkley como Jamero Umber
- Bobbi Bordley como Freddy

Además, Skip Bayless, Shannon Sharpe, Joy Taylor, Evan Rosenblum, Van Lathan y Kristina Pink aparecen como ellos mismos. Los jugadores de baloncesto Reggie Jackson, Karl-Anthony Towns y Donovan Mitchell aparecen como ellos mismos en escenas de entrevistas individuales.

## Producción
En octubre de 2017, se anunció que André Holland había sido elegido para la película, con Steven Soderbergh como director a partir de un guion escrito por Tarell Alvin McCraney, con la producción de Extension 765. En marzo de 2018, Zazie Beetz y Kyle MacLachlan se unieron al elenco de la película. En abril de 2018, Melvin Gregg se unió al elenco de la película.
La fotografía principal comenzó en febrero de 2018, en la ciudad de Nueva York y la película terminó el 15 de marzo de 2018. La película se filmó con un teléfono inteligente iPhone 8, equipado con una lente anamórfica producida por Moondog Labs, mientras utiliza la aplicación de video FiLMic Pro.

## Lanzamiento
En septiembre de 2018, Netflix adquirió los derechos de distribución de la película. Hablando sobre cómo Netflix se involucró con la película, el director Steven Soderbergh explicó:
"Había estado en conversaciones con Netflix durante Unsane [también filmado en un iPhone], y cuando terminé yendo de una manera diferente, dije: 'Mira, tengo esta otra cosa, me aseguraré de que te vean". temprano. Cuando estuvo prácticamente terminado, se lo traje y me dijeron: 'Genial, nos gustaría comprarlo'. Parecía, el tipo de película que es, la mejor manera de maximizar los globos oculares. Tiene una mejor oportunidad de encontrar a todas las personas a las que les gustará. De lo contrario, es un lanzamiento de plataforma lento, que es costoso y estás limitado por donde están los grandes teatros de arte y ensayo. No puedes simplemente ir a cualquier parte. Simplemente sentí que preferiría que se lanzara y que todos pudieran verlo ".
Tuvo su estreno mundial en el Festival de Cine de Slamdance el 27 de enero de 2019. Fue estrenada el 8 de febrero de 2019.

## Recepción
En el agregador de reseñas Rotten Tomatoes, la película tiene un índice de aprobación del 91% basado en 135 reseñas, con un promedio de 7.3/10. El consenso de los críticos del sitio web dice: "High Flying Bird ofrece una mirada reflexiva y fascinante a los deportes profesionales en la que Steven Soderbergh continúa poniendo a prueba los límites de la nueva tecnología cinematográfica". En Metacritic, la película tiene una puntuación media ponderada de 78 sobre 100, basada en 23 críticos, lo que indica "críticas generalmente favorables".